# Тривала Кетрін Мортенгоу
«Тривала Кетрін Мортенгоу» (англ. The Continuous Katherine Mortenhoe), інша назва «Недрімне око» (англ. The Unsleeping Eye) — науково-фантастичний роман англійського письменника Дейвіда Гая Комптона. Опублікований у США в 1973 році, у Британії вийшов наступного року під назвою «Тривала Кетрін Мортенгоу». У 1980 за романом знято фільм «Прямий репортаж про смерть» (режисер Бертран Таверньє) — за участю таких акторів, як Гарві Кейтель, Ромі Шнайдер і Макс фон Сюдов. Подальші видання роману виходили під заголовком Death Watch (під такою назвою вийшла англомовна версія фільму).
Дія відбувається у наближеному майбутньому, у державі загального добробуту. Журналіст екіпірований так, що здатен передавати все, що бачить, прямо в телестудію. Він переслідує жінку, що помирає від невиліковної хвороби, і представляє глядачам вуаеристичні сцени її втаємничених страждань.
Теодор Стерджон сказав про роман, що «він виконує всі свої найнеймовірніші зобов'язання».